# Технички цртач
Технички цртач је занимање које од цртежа „у оловци“ прави цртеже нацртане тушем.
У сваком конструкционом бироу где се производила нова техничка документација на основу које се вршила производња по фабрикама, поред инжењера конструктора и техничара постојали су и технички цртачи. Пошто би инжењер са техничарем договорио тј. дао му смернице за израду неког техничког цртежа, техничар би тај детаљ нацртао графитном оловком на глатком, белом и чврстом папиру, познатом под именом Хамер. Особина хамера је била да се оловком погрешно повучене линије лако могле брисати гумицом. Када би цртеж био готов и одобрен добијао га је технички цртач. Он би цртеж залепио (по угловима) на таблу за цртање а преко цртежа би такође причврстио врсту папира под именом Паус. Паус је пре свега био провидан, чврст и крут папир. Технички цртач би потом уз помоћ рапидографа и техничких пера де факто прецртао цртеж који имао за подлогу. Тиме би се добијао трајан цртеж који се по прегледу и потписивању-одобравању од овлашћених лица одлагао у архиву техничке документације.
На специјалним машинама за копирање уз помоћ амонијака цртежи са пауса су се могли копирати на папир звани Озалид. Копија је била, у зависности од врсте озалида, обично у ружичастим или плавкастим тоновима. Озалидне копије су се користиле за потребе производње, биле су изложене хабању и уништавању, док би се оригинал на паусу чувао за даљу употребу и нова копирања. У случају потребе да се на оригиналном цртежу на паусу нешто измени као средство за брисање су коришћени жилети или специјалне гумице са стакленим влакнима.
Да би се постао технички цртач било је довољно имати завршену осмогодишњу школу и курс за техничког цртача који је трајао око три месеца.